# Florence Meney
 (décembre 2021).
Florence Meney est une journaliste et une écrivaine, essayiste, nouvelliste et romancière, spécialiste en relations médias et en communications, née en 1964 à Dijon (France). 

## Biographie
Elle a été journaliste (chef de pupitre, journaliste) à la Société Radio-Canada, en poste successivement à Sudbury (Ontario), Toronto (Ontario) et Montréal (Québec), pendant 23 ans. Elle a été responsable des Relations médias au CIUSSS de L'Est de Montréal après avoir œuvré à l'Institut Douglas, et après avoir été adjointe à la Direction de l'information au Journal de Montréal. Elle a été cadre en relations médias au CHU Sainte-Justine et dirige depuis 2021 les communications à l'Institut de recherches cliniques de Montréal. Elle a publié sept essais, quatre romans (thrillers) et a participé à six recueils de nouvelles de fiction, étant l'idéatrice de l'un d'eux (Comme chiens et chats), un autre entièrement de sa main est paru en mai 2017.   

## Œuvre

### Essais
- Montréal à l'encre de tes lieux, Québec Amérique, Montréal, 2008, 317 p., photographies de Luc Lavigne  (ISBN 9782764406175).
- Se réinventer. Visages de la vitalité humaine, Québec Amérique, Montréal, 2010, 208 p.  (ISBN 9782764407370).
- À l'autre bout de la laisse. Guide pratique, Druide, Montréal, 2013, 144 p., en collaboration avec Jacques Galipeau  (ISBN 9782897110734)
- Ma tête, mon amie, mon ennemie, Trécarré, paru en septembre 2019.
- La dernière promenade, Éditions de l'Homme, septembre 2020.
- Têtes chercheuses, Éditions de l'Homme, avril 2021.
- Le dernier droit, Trécarré, à paraitre en septembre 2024 (co-autrice:Laurette Laurin).

### Romans
- Répliques mortelles, Michel Brûlé, Montréal, 2012, 357 p.  (ISBN 9782894855249).
- Rivages hostiles, Pierre Tisseyre, Rosemère, 2013, 323 p.  (ISBN 9782896332342).
- L'Encre mauve, Druide, mars 2015
- Sur ta tombe, Druide, septembre 2018

### Nouvelles
- Crime à la librairie,Druide, 2014 - Dernier chapitre au Bookpalace.
- Pourquoi tu cours comme ça? Nouvelles, Librex, 2014
- Comme chiens et chats, septembre 2016, Librex

- La mort est ma maison, recueil de nouvelles noires par l'auteure, à paraitre en avril 2017

## Critiques
- Montréal à l'encre de tes lieux : Jade Bérubé, "La Presse", Lectures, p. 3, Montréal, 29 mars 2009.
- Répliques mortelles : Marie-France Bornais, "Le Journal de Montréal", Votre Vie, p. 47, 12 février 2012. Didier Fessou, "Le Soleil", Arts et Spectacles, p. 25, Québec, 23 janvier 2012. Valérie Lessard, "Le Droit", Arts et Spectacles, p. A12, Ottawa, 28 janvier 2012. Danielle Laurin, "Le Devoir", Livres, p. E6, 7 janvier 2012.
- Rivages hostiles : Marie-France Bornais, "Le Journal de Montréal", Livres, p. 45, 14 avril 2013. Didier Fessou, "Le Soleil", Arts et Spectacles, p. 26, 31 mars 2013.
- L'Encre mauve, 4 étoiles par Norbert Spehner dans La Presse, avril 2015,